# Vorrohrsicherung
Die Vorrohrsicherung in einem Zünder verhindert die ungewollte frühzeitige Detonation einer Granate beim Verschuss. Sie garantiert die Rohrsicherheit und die Vorrohrsicherheit, die auch Maskensicherheit genannt wird.
Eine Detonation einer Granate im Rohr (ein sogenannter Rohrzerspringer) oder unmittelbar nach Verlassen des Rohres würde das Geschütz unbrauchbar machen und die Geschützbedienung gefährden. Durch die Vorrohrsicherung wird der Zünder erst scharf, wenn sich die Granate in einem sicheren Abstand zum Geschütz befindet.
Um eine ungewollte Detonation der Wirkladung beim Transport und während der Handhabung von Munition zu vermeiden, sind die meisten Zünder mit einer Transportsicherung ausgestattet. Die Vorrohrsicherung arbeitet entweder getrennt davon oder kombiniert mit dieser Transportsicherung.
Die Vorrohrsicherheit wird durch einen Mechanismus erreicht, der das Auslösen der Wirkladung des Zünders bis zu einem definierten Punkt der Flugbahn verhindert. Es gibt Vorrohrsicherungen, die sowohl für Geschosse mit Drall als auch für Geschosse ohne Drall gleichermaßen geeignet sind. Daneben existieren Systeme, die speziell nur für Drall-Geschosse oder speziell nur für drall-lose Geschosse konzipiert wurden.